# LÉ Cliona (03)
A LÉ Cliona az Ír Haditengerészet Flower osztályú korvettje volt. Nevét Cliodhna, a szerelem ókori ír istennője után kapta, korábban HMS Bellwort néven szolgált.
A Bellwort-ot a Greenock-i George Brown & Co építette. A Brit Királyi Haditengerészetben eltöltött háborús szolgálat után 1947. február 3-án az Ír Haditengerészetnek került átadásra, és Walter J. Reidy hadnagy még aznap Cliona-ra keresztelte át. 1970. november 4-én a Haulbowline Industries vásárolta meg bontásra és Passage West-be vontatta.

## Tűzeset
1962. május 29-én a Cliona egy éves hadgyakorlaton vett részt Roches Point-tól délre. A Cliona fedélzetén tartózkodott egy újságírói csapat, köztük az RTÉ kamerái, hogy a nemzeti műsorszolgáltató számára felvételeket készítsenek. A hajó először egy "sün" aknavetős gyakorlatot hajtott végre sikeresen. A mélységi bombák második sorozata során a bal farrámpáról ledobott egyik mélységi bomba túl korán robbant fel. A bekövetkezett robbanás kiemelte a hajó farát a vízből, és a becsapódás során a hátsó kazánházban eltörtek a fűtőolajellátó csövek. A kiömlő olaj miatt súlyos tűz ütött ki, mely ellenőrizetlenül kezdett el terjedni. William Mynes fűtő elzárta a betápláló szelepeket, elzárva az üzemanyagutánpótlást a tűztől. Mynes parancsot kapott, hogy hagyja el a kijelölt szolgálati helyét, így orvosi segítséget kaphatott a tűz oltása során szerzett égési sérüléseire. A másodtiszt, Pat O'Mahoney hadnagy ezután bement a hátsó kazánházba, ahol további, legalább harminc percig küzdött a tűzzel. A tüzet később eloltották, bár a Haditengerészeti Mentésirányító központ a Clonmel tengerjáró vontatót a helyszínre irányította, a Cliona képes volt saját erőből eljutni a Haulbowline-hoz, hogy megvizsgálják és megjavítsák. Sem Mynes, sem O'Mahoney nem kapott kitüntetést a tűz oltása során tanúsított bátorságáért.

## Fordítás
Ez a szócikk részben vagy egészben  a   LÉ Cliona (03) című angol Wikipédia-szócikk ezen változatának fordításán alapul.  Az eredeti cikk szerkesztőit annak laptörténete sorolja fel. Ez a jelzés csupán a megfogalmazás eredetét és a szerzői jogokat jelzi, nem szolgál a cikkben szereplő információk forrásmegjelöléseként.